# VVVVVV
VVVVVV är ett 2D-pussel-plattformsspel designat av Terry Cavanagh med musik komponerad av Magnus Pålsson. Spelet är skapat i Adobe Flash och lanserades till Microsoft Windows och Mac OS den 11 januari 2010.
Spelaren spelar kapten Viridian som letar efter sin försvunna besättning. Till skillnad från många andra plattformsspel kan man inte hoppa; istället kan man invertera gravitationen för att ta sig förbi hinder och fallgropar.